# Eusceptis
Eusceptis là một chi bướm đêm thuộc họ Noctuidae.

## Loài
- Eusceptis effusa Druce, 1889
- Eusceptis extensa Strand, 1913
- Eusceptis flavifrimbriata Todd, 1971
- Eusceptis incomptilinea Todd, 1971
- Eusceptis irretita Hübner, 1823
- Eusceptis koehleri Todd, 1966
- Eusceptis lelae Todd, 1966
- Eusceptis obscura Schaus, 1898
- Eusceptis paraguayensis Draudt, 1939
- Eusceptis robertae Todd, 1966
- Eusceptis splendens Druce, 1896